# Smolniki (gromada)
Smolniki – dawna gromada, czyli najmniejsza jednostka podziału terytorialnego Polskiej Rzeczypospolitej Ludowej w latach 1954–1972.
Gromady, z gromadzkimi radami narodowymi (GRN) jako organami władzy najniższego stopnia na wsi, funkcjonowały od reformy reorganizującej administrację wiejską przeprowadzonej jesienią 1954 do momentu ich zniesienia z dniem 1 stycznia 1973, tym samym wypierając organizację gminną w latach 1954–1972.
Gromadę Smolniki z siedzibą GRN w Smolnikach utworzono – jako jedną z 8759 gromad – w powiecie suwalskim w woj. białostockim, na mocy uchwały nr 23/V WRN w Białymstoku z dnia 4 października 1954. W skład jednostki weszły obszary dotychczasowych gromad Lizdejki, Jodoziory, Kleszczówek, Poplin, Polimonie, Postawele, Soliny, Bondziszki i Smolniki ze zniesionej gminy Kadaryszki oraz Dzierwany i Ługiele ze zniesionej gminy Wiżajny w tymże powiecie. Dla gromady ustalono 12 członków gromadzkiej rady narodowej.
31 grudnia 1959 do gromady Smolniki przyłączono wieś Łopuchowo, osadę Cisówek i jezioro Linówek ze zniesionej gromady Bachanowo oraz wsie Dziadówek, Antosin, Jegliniszki, Stara Hańcza, Kramnik, Kłajpeda, Kłajpedka, Mierkinie Stare, Stołupianka i Żelazkowizna wraz z jeziorami Jegliniszki i Poblendzie ze zniesionej gromady Okliny.
1 stycznia 1972 z gromady Smolniki wyłączono wieś Kramnik o powierzchni 394,98 ha, w tym grunty PGR Skajzgiry o powierzchni 373,67 ha i grunty gospodarstw indywidualnych o powierzchni 21,31 ha, włączając je do je do gromady Żytkiejmy w powiecie gołdapskim.
Gromada przetrwała do końca 1972 roku, czyli do kolejnej reformy gminnej.